# Bungie Studios
Bungie Studios (en español Estudios Bungie), comúnmente conocido como Bungie, Inc., o simplemente Bungie, es una empresa diseñadora de videojuegos fundada el 7 de mayo de 1991 bajo el nombre «Bungie Software Products Corporation» (más popularmente llamada «Bungie Software») antes de su emancipación de Microsoft, por dos estudiantes de la Universidad de Chicago: Alex Seropian y Jason Jones. Era parte de los estudios de videojuegos de Microsoft desde que esta empresa la compró en el año 2000 para lanzar el proyecto de Halo: Combat Evolved como videojuego principal de la primera Xbox. Bungie Studios es conocido como el creador de varios videojuegos populares como son Halo, Marathon, Myth y Destiny.
En la actualidad Bungie se ha separado de Microsoft y actuará como franquicia independiente, después de recomprarse. De todas maneras, la saga Halo, el éxito indiscutible de Bungie Studios, no será editada en otras plataformas debido a que los derechos de autor pertenecen únicamente a la empresa Microsoft.
El 31 de enero de 2022, Sony Interactive Entertainment anunció la adquisición de Bungie como parte de PlayStation Studios por 3.600 millones de dólares, aunque el proceso de compra no se cerró hasta el 15 de julio de 2022.

## Lista de videojuegos
- Gnop! - (1990)
- Operation Desert Storm - (1991)
- Minotaur: The Labyrinths of Crete - (1992)
- Pathways into Darkness - (1993)
- Marathon - (1994)
- Marathon 2: Durandal - (1995)
- Marathon Infinity - (1996)
- Myth: The Fallen Lords - (1997)
- Myth II: Soulblighter - (1998)
- Oni - (2001)
- Halo: Combat Evolved - (2001)
- Halo 2 - (2004)
- Halo 3 - (2007)
- Halo 3: ODST - (2009)
- Halo: Reach - (2010)
- Destiny - (2014)
- Destiny 2 - (2017)

Halo: Reach fue el último juego de la saga Halo en la que participó Bungie, debido a la separación de la empresa con Microsoft. Los siguientes juegos y aplicaciones de la saga (Halo Waypoint, Halo: Combat Evolved Anniversary, Halo 4, Halo: Spartan Assault, Halo: The Master Chief Collection, Halo: Spartan Strike, Halo 5: Guardians y Halo Infinite) son desarrollados por 343 Industries, subsidiaria de Microsoft destinada específicamente a continuar el desarrollo de la saga Halo tras la partida de Bungie.